# Mistrovství světa v orientačním běhu 2019
36. Mistrovství světa v orientačním běhu, oficiálně  Nokian Tyres World Orienteering Championships 2019, proběhlo ve dnech 12. srpna – 18. srpna 2019 již počtvrté v Norsku s hlavním centrem v jižní oblasti Østfoldu při hranicích se Švédskem. Správním centrem celého území je město Sarpsborg. O pořadatelství rozhodla Rada IOF v roce 2016.
Mistrovství bylo zároveň druhou sérií Světového poháru.
Dokument o průběhu a české účasti na světovém šampionátu orientačních běžců natočila Česká televize.

## Účastníci
Mistrovství se zúčastnili sportovci ze 48 členských výprav Mezinárodní federace orientačního běhu, kteří se utkali o 6 medailových sad a celkem 30 medailí.
Z celkového počtu 298 závodníků bylo 165 mužů a 133 žen.
- Argentina (1+0)
- Austrálie (5+5)
- Rakousko (4+4)
- Bělorusko (3+2)
- Belgie (4+1)
- Brazílie (3+3)
- Bulharsko (4+4)
- Kanada (4+4)
- Čína (5+5)
- Kolumbie (1+1)
- Chorvatsko (1+1)
- Kypr (1+0)
- Česko (5+4)
- Dánsko (4+4)
- Estonsko (5+4)
- Finsko (6+5)
- Francie (6+4)
- Německo (4+4)
- Spojené království (5+5)
- Hongkong (4+4)
- Maďarsko (3+4)
- Irsko (4+3)
- Izrael (3+0)
- Itálie (4+4)
- Japonsko (4+4)
- Severní Korea (1+0)
- Jižní Korea (3+3)
- Lotyšsko (4+4)
- Litva (4+4)
- Moldavsko (3+1)
- Nizozemsko (2+0)
- Nový Zéland (5+3)
- Severní Makedonie (0+1)
- Norsko (8+6)
- Polsko (3+3)
- Portugalsko (1+1)
- Rumunsko (1+1)
- Rusko (4+4)
- Srbsko (0+1)
- Slovensko (4+0)
- Slovinsko (1+0)
- Jižní Afrika (1+0)
- Španělsko (4+3)
- Švédsko (5+6)
- Švýcarsko (5+5)
- Turecko (3+1)
- Ukrajina (5+3)
- Spojené státy americké (5+4)

## Program závodů
| Den    | Závod                | Centrum závodu   |
| ------ | -------------------- | ---------------- |
| 12. 8. | Trénink              | Rudskogen        |
| 13. 8. | Middle – kvalifikace | Knatterudfjellet |
| 14. 8. | Long                 | Mørk             |
| 16. 8. | Middle – finále      | Mørk             |
| 17. 8. | Štafety              | Mørk             |

## Závod na klasické trati (Long)
| Zkrácené výsledky | Zkrácené výsledky | Zkrácené výsledky | Zkrácené výsledky | Zkrácené výsledky                                                                                                   | Zkrácené výsledky                                                                                                   | Zkrácené výsledky                                                                                                   | Zkrácené výsledky                                                                                                   |
| Muži | Muži | Muži | Muži | Ženy | Ženy | Ženy | Ženy |
| --- | --- | --- | --- | --- | --- | --- | --- |
| - Traťové parametry: 16,6 km, 530 m převýšení, 26 kontrol - Mapa: Mørk langdistanse 1:15 000, E = 5 m - 78 závodníků | - Traťové parametry: 16,6 km, 530 m převýšení, 26 kontrol - Mapa: Mørk langdistanse 1:15 000, E = 5 m - 78 závodníků | - Traťové parametry: 16,6 km, 530 m převýšení, 26 kontrol - Mapa: Mørk langdistanse 1:15 000, E = 5 m - 78 závodníků | - Traťové parametry: 16,6 km, 530 m převýšení, 26 kontrol - Mapa: Mørk langdistanse 1:15 000, E = 5 m - 78 závodníků | - Traťové parametry: 11,7 km, 300 m převýšení, 21 kontrol - Mapa: Mørk langdistanse 1:15 000, E = 5 m - 69 závodnic | - Traťové parametry: 11,7 km, 300 m převýšení, 21 kontrol - Mapa: Mørk langdistanse 1:15 000, E = 5 m - 69 závodnic | - Traťové parametry: 11,7 km, 300 m převýšení, 21 kontrol - Mapa: Mørk langdistanse 1:15 000, E = 5 m - 69 závodnic | - Traťové parametry: 11,7 km, 300 m převýšení, 21 kontrol - Mapa: Mørk langdistanse 1:15 000, E = 5 m - 69 závodnic |
| Umístění | Jméno | Čas | Ztráta | Umístění | Jméno | Čas | Ztráta |
| Zlatá medaile | Olav Lundanes | 1:30:09 | | Zlatá medaile | Tove Alexanderssonová                                                                                               | 1:09:00 | |
| Stříbrná medaile | Kasper Fosser | 1:31:48 | +1:39 | Stříbrná medaile | Lina Strand | 1:15:16 | +6:16 |
| Bronzová medaile | Daniel Hubmann | 1:33:07 | +2:58 | Bronzová medaile | Simona Aebersoldová                                                                                                 | 1:15:50 | +6:50 |
| 4 | Matthias Kyburz | 1:33:10 | +3:01 | 4 | Marika Teini | 1:16:02 | +7:02 |
| 5 | Ruslan Glibov | 1:33:24 | +3:15 | 5 | Sabine Hauswirthová                                                                                                 | 1:18:26 | +9:26 |
| 6 | Magne Dæhli | 1:35:37 | +5:28 | 6 | Karolin Ohlsson Venla Harju                                                                                         | 1:19:14 | +10:14 |

## Závod na krátké trati (Middle)
| Zkrácené výsledky                                                                                              | Zkrácené výsledky                                                                                              | Zkrácené výsledky                                                                                              | Zkrácené výsledky                                                                                              | Zkrácené výsledky                                                                                             | Zkrácené výsledky                                                                                             | Zkrácené výsledky                                                                                             | Zkrácené výsledky                                                                                             |
| Muži | Muži | Muži | Muži | Ženy | Ženy | Ženy | Ženy |
| --- | --- | --- | --- | --- | --- | --- | --- |
| - Traťové parametry: 6,1 km, 255 m převýšení, 23 kontrol. - Mapa: Mørk mellom 1:10 000, E = 5 m - 61 závodníků | - Traťové parametry: 6,1 km, 255 m převýšení, 23 kontrol. - Mapa: Mørk mellom 1:10 000, E = 5 m - 61 závodníků | - Traťové parametry: 6,1 km, 255 m převýšení, 23 kontrol. - Mapa: Mørk mellom 1:10 000, E = 5 m - 61 závodníků | - Traťové parametry: 6,1 km, 255 m převýšení, 23 kontrol. - Mapa: Mørk mellom 1:10 000, E = 5 m - 61 závodníků | - Traťové parametry: 5,5 km, 225 m převýšení, 20 kontrol. - Mapa: Mørk mellom 1:10 000, E = 5 m - 60 závodnic | - Traťové parametry: 5,5 km, 225 m převýšení, 20 kontrol. - Mapa: Mørk mellom 1:10 000, E = 5 m - 60 závodnic | - Traťové parametry: 5,5 km, 225 m převýšení, 20 kontrol. - Mapa: Mørk mellom 1:10 000, E = 5 m - 60 závodnic | - Traťové parametry: 5,5 km, 225 m převýšení, 20 kontrol. - Mapa: Mørk mellom 1:10 000, E = 5 m - 60 závodnic |
| Umístění | Jméno | Čas | Ztráta | Umístění | Jméno | Čas | Ztráta |
| Zlatá medaile                                                                                                  | Olav Lundanes                                                                                                  | 34:18 | | Zlatá medaile                                                                                                 | Tove Alexanderssonová                                                                                         | 38:20 | |
| Stříbrná medaile                                                                                               | Gustav Bergman                                                                                                 | 34:29 | +0:11 | Stříbrná medaile                                                                                              | Simona Aebersoldová                                                                                           | 38:25 | +0:05 |
| Bronzová medaile                                                                                               | Magne Dæhli | 34:47 | +0:29 | Bronzová medaile                                                                                              | Natalija Gemperleová                                                                                          | 40:05 | +1:45 |
| 4 | Emil Svensk | 34:48 | +0:30 | Bronzová medaile                                                                                              | Venla Harju                                                                                                   | 40:05 | +1:45 |
| 5 | Lucas Basset                                                                                                   | 35:20 | +1:02 | 5 | Anne Margrethe Hausken Nordberg                                                                               | 40:07 | +1:47 |
| 6 | Frédéric Tranchand                                                                                             | 36:09 | +1:51 | 6 | Sabine Hauswirthová                                                                                           | 40:08 | +1:48 |

## Závod štafet (Relay)
Štafetový závod proběhl v pozdním odpoledni, ženský závod odstartoval startoval v 16:20, mužský potom až v 18:30. Během večera střídavě pršelo a bylo šero a tak někteří závodníci mužských štafet běželi s čelovkou, především z důvodu čtení mapy.
| Zkrácené výsledky | Zkrácené výsledky | Zkrácené výsledky | Zkrácené výsledky | Zkrácené výsledky                                                                                                   | Zkrácené výsledky                                                                                                   | Zkrácené výsledky                                                                                                   | Zkrácené výsledky                                                                                                   |
| Muži | Muži | Muži | Muži | Ženy | Ženy | Ženy | Ženy |
| --- | --- | --- | --- | --- | --- | --- | --- |
| - Traťové parametry: 6,0/6,0/6,5 km, 195 m převýšení, 15–16 kontrol - Mapa: Mørk stafett 1:10 000, E = 5 m - 36 štafet | - Traťové parametry: 6,0/6,0/6,5 km, 195 m převýšení, 15–16 kontrol - Mapa: Mørk stafett 1:10 000, E = 5 m - 36 štafet | - Traťové parametry: 6,0/6,0/6,5 km, 195 m převýšení, 15–16 kontrol - Mapa: Mørk stafett 1:10 000, E = 5 m - 36 štafet | - Traťové parametry: 6,0/6,0/6,5 km, 195 m převýšení, 15–16 kontrol - Mapa: Mørk stafett 1:10 000, E = 5 m - 36 štafet | - Traťové parametry: 4,8/4,8/5,1 km, 155 m převýšení, 12 kontrol - Mapa: Mørk stafett 1:10 000, E = 5 m - 30 štafet | - Traťové parametry: 4,8/4,8/5,1 km, 155 m převýšení, 12 kontrol - Mapa: Mørk stafett 1:10 000, E = 5 m - 30 štafet | - Traťové parametry: 4,8/4,8/5,1 km, 155 m převýšení, 12 kontrol - Mapa: Mørk stafett 1:10 000, E = 5 m - 30 štafet | - Traťové parametry: 4,8/4,8/5,1 km, 155 m převýšení, 12 kontrol - Mapa: Mørk stafett 1:10 000, E = 5 m - 30 štafet |
| Umístění | Jméno | Čas | Ztráta | Umístění | Jméno | Čas | Ztráta |
| Zlatá medaile | Švédsko Johan Runesson Emil Svensk Gustav Bergman                                                                      | 1:40:42 | | Zlatá medaile | Švédsko Lina Strand Tove Alexanderssonová Karolin Ohlsson                                                           | 1:35:49 | |
| Stříbrná medaile | Finsko Aleksi Niemi Elias Kuukka Miika Kirmula                                                                         | 1:42:16 | +1:34 | Stříbrná medaile | Švýcarsko Sabine Hauswirthová Simona Aebersoldová Julia Jakob                                                       | 1:35:53 | +0:04 |
| Bronzová medaile | Francie Nicolas Rio Frédéric Tranchand Lucas Basset                                                                    | 1:42:25 | +1:43 | Bronzová medaile | Rusko Anastasija Rudná Taťána Rjabkinová Natalija Gemperleová                                                       | 1:36:56 | +1:07 |
| 4 | Česko Pavel Kubát Miloš Nykodým Vojtěch Král                                                                           | 1:42:32 | +1:50 | 4 | Norsko Andrine Benjaminsen Kamilla Olaussen Anne Margrethe Hausken Nordberg                                         | 1:37:02 | +1:13 |
| 5 | Norsko Gaute Hallan Steiwer Olav Lundanes Magne Dæhli                                                                  | 1:42:37 | +1:55 | 5 | Česko Vendula Horčičková Denisa Kosová Tereza Janošíková                                                            | 1:40:31 | +4:42 |
| 6 | Švýcarsko Florian Howald Martin Hubmann Daniel Hubmann                                                                 | 1:43:25 | +2:43 | 6 | Finsko Venla Harju Marika Teini Merja Rantanenová                                                                   | 1:42:01 | +6:12 |

## Medailové pořadí podle zemí
Pořadí zúčastněných zemí podle získaných medailí v jednotlivých závodech mistrovství (tzv. olympijské hodnocení). 
| Medailové pořadí podle zemí | Medailové pořadí podle zemí | Medailové pořadí podle zemí | Medailové pořadí podle zemí | Medailové pořadí podle zemí | Medailové pořadí podle zemí |
| Pořadí                      | Stát                        | Zlatá medaile               | Stříbrná medaile            | Bronzová medaile            | Celkem                      |
| --------------------------- | --------------------------- | --------------------------- | --------------------------- | --------------------------- | --------------------------- |
| 1                           | Švédsko                     | 4                           | 2                           |                             | 6                           |
| 2                           | Norsko                      | 2                           | 1                           | 1                           | 4                           |
| 3                           | Švýcarsko                   |                             | 2                           | 2                           | 4                           |
| 4                           | Finsko                      |                             | 1                           | 1                           | 2                           |
| 5                           | Rusko                       |                             |                             | 2                           | 2                           |
| 6                           | Francie                     |                             |                             | 1                           | 1                           |

## Česká reprezentace na MS
Česko reprezentovalo 4 muži a 4 ženy pod vedením šéftrenéra Jana Šedivého. 
| Přehled umístění českých reprezentantů | Přehled umístění českých reprezentantů | Přehled umístění českých reprezentantů | Přehled umístění českých reprezentantů | Přehled umístění českých reprezentantů |
| Kategorie                              | Jméno                                  | Klasika                                | Krátká                                 | Štafety                                |
| -------------------------------------- | -------------------------------------- | -------------------------------------- | -------------------------------------- | -------------------------------------- |
| Ženy                                   | Vendula Horčičková                     | 12. místo                              | 30. místo                              | 5. místo                               |
| Ženy                                   | Tereza Janošíková                      | X                                      | X                                      | 5. místo                               |
| Ženy                                   | Denisa Kosová                          | 16. místo                              | 8. místo                               | 5. místo                               |
| Ženy                                   | Lenka Mechlová                         | 29. místo                              | 15. místo                              | X                                      |
| Muži                                   | Vojtěch Král                           | 7. místo                               | 14. místo                              | 4. místo                               |
| Muži                                   | Pavel Kubát                            | 23. místo                              | 26. místo                              | 4. místo                               |
| Muži                                   | Marek Minář                            | 25. místo                              | X                                      | X                                      |
| Muži                                   | Miloš Nykodým                          | X                                      | 15. místo                              | 4. místo                               |